# Орлов, Борис Антонович
Бори́с Анто́нович Орло́в (9 января 1934, Канск, Восточно-Сибирский край — 30 октября 2000, Жуковский, Московская область) — советский лётчик-испытатель, Герой Советского Союза.

## Биография

### Ранние годы
Родился 9 января 1934 года в городе Канск Красноярского края. Русский. Детство и юность провёл в городе Новосибирск. В 1952 году окончил Новосибирский авиационный техникум и Новосибирский аэроклуб.

### Работа в авиационной промышленности
Начал работать техником в НИИ. В 1955 году окончил Центральную объединённую лётно-техническую школу ДОСААФ. До 1963 года работал лётчиком-инструктором, штурманом и командиром звена в Новосибирском аэроклубе. Был членом сборной СССР по высшему пилотажу.
В 1965 году окончил Школу лётчиков-испытателей, в 1970 году — Московский авиационный институт. C 1965 по 1987 годы на лётно-испытательной работе в ОКБ А. И. Микояна. В 1985 году выполнил первый полёт и затем провёл испытания самолёта-перехватчика МиГ-31М. Провёл испытания самолёта МиГ-25Р на штопор, участвовал в испытаниях сверхзвуковых боевых самолётов МиГ-21, МиГ-23, МиГ-25, МиГ-27, МиГ-29, МиГ-31 и их модификаций. В 1973 году установил мировой авиационный рекорд скороподъёмности на самолёте МиГ-25. С 1987 года работал в ОКБ имени А. И. Микояна инженером.

### Смерть

Могила Орлова на Быковском кладбище Жуковского.

Жил в городе Жуковский Московской области. Умер 30 октября 2000 года. Похоронен в Жуковском, на Быковском мемориальном кладбище.

## Награды и звания
- Герой Советского Союза — звание присвоено за мужество и героизм, проявленные при испытании новой авиационной техники указом Президиума Верховного Совета СССР от 11 октября 1974 года с вручением ордена Ленина и медали «Золотая Звезда»
- Заслуженный лётчик-испытатель СССР
- Мастер спорта СССР международного класса
- Награждён орденами Ленина, Октябрьской Революции, Трудового Красного Знамени, Знак Почёта, медалями.

## Память
На здании Новосибирского аэроклуба установлена мемориальная доска.